# Le Monde de Narnia
Pour les articles homonymes, voir Narnia (homonymie).
Cet article concerne l'œuvre littéraire Le Monde de Narnia. Pour le monde imaginaire dans lequel se déroule l'histoire, voir Narnia.
Le Monde de Narnia (en anglais : The Chronicles of Narnia) est une œuvre littéraire en sept tomes de l'écrivain  britannique C. S. Lewis. Elle est considérée comme un classique de la littérature anglophone pour enfants et est l'œuvre la plus connue de l'auteur. Le titre original peut être traduit littéralement par Les Chroniques de Narnia, qui est le titre de la série au Québec et au Nouveau-Brunswick, mais était également le titre français de la série en Europe avant la sortie des adaptations cinématographiques de Walt Disney.
Les tomes écrits entre 1949 et 1954 ont été illustrés, dans leurs versions originales, par Pauline Baynes (qui a été présentée à C. S. Lewis par J. R. R. Tolkien) et publiés à Londres entre octobre 1950 et mars 1956. Depuis leurs parutions, les livres ont été vendus à plus de 100 millions d'exemplaires dans 47 langues différentes,,. Le Monde de Narnia a été adapté à plusieurs reprises, dans son intégralité ou en partie, pour la radio, la télévision, la scène et le cinéma. La série emprunte, en plus de nombreux thèmes chrétiens, des personnages et des idées à la mythologie grecque, turque et romaine, ainsi qu'à des contes traditionnels britanniques et irlandais.
Le Monde de Narnia relate les aventures d'enfants qui jouent un rôle central dans l'histoire du royaume fictif de Narnia, un endroit où les animaux parlent, la magie est courante, et le bien combat le mal.

## Tomes
Les sept tomes de l'œuvre sont, dans l'ordre de parution (ils n'ont pas été écrits dans l'ordre chronologique, celui-ci étant indiqué à la suite du titre) :
- 1950 : Le Lion, la Sorcière blanche et l'Armoire magique, tome 2
- 1951 : Le Prince Caspian, tome 4
- 1952 : L'Odyssée du Passeur d'Aurore, tome 5
- 1953 : Le Fauteuil d'argent, tome 6
- 1954 : Le Cheval et son écuyer, tome 3
- 1955 : Le Neveu du magicien, tome 1
- 1956 : La Dernière Bataille, tome 7

## Influences
Le nom de Narnia découle d'une ville en Italie, appelée aujourd'hui Narni et en latin Narnia. À ce propos, Roger Lancelyn Green écrit : 
« When Walter Hooper asked where he found the word 'Narnia', Lewis showed him Murray's Small Classical Atlas, ed.G.B. Grundy (1904), which he acquired when he was reading the classics with Mr Kirkpatrick at Great Bookham [1914–1917]. On plate 8 of the Atlas is a map of ancient Italy. Lewis had underscored the name of a little town called Narnia, simply because he liked the sound of it. Narnia – or 'Narni' in Italian – is in Umbria, halfway between Rome and Assisi. »
— Roger Lancelyn Green et Walter Hooper, C.S. Lewis: A Biography

« Quand Walter Hooper a demandé où il avait trouvé le mot « Narnia », Lewis lui a montré Murray's Small Classical Atlas,  éd. G.B. Grundy (1904), qu'il avait acquis quand il lisait les humanités classiques avec M. Kirkpatrick à Great Bookham (1914–1917). Sur la planche 8 de l'atlas il y avait une carte de l'Italie antique. Lewis avait souligné le nom d'une petite ville appelée Narnia, simplement parce qu'il aimait la façon dont il sonnait. Narnia — ou Narni en italien — est en Ombrie, à mi-chemin entre Rome et Assise. »
— C.S. Lewis: A Biography

## Narnia et le christianisme
Converti le 29 septembre 1931 de l'athéisme au christianisme après une discussion sur la signification des mythes et sur le christianisme, C. S. Lewis a écrit de nombreux livres sur la religion chrétienne, notamment Lettres à Malcolm et Les Fondements du Christianisme. Sa foi chrétienne est perceptible dans les Chroniques de Narnia, d'après Philippe Maxence, dans Narnia décrypté :

« Les mœurs de Narnia ne sont pas celles des Grecs, des Romains ou des rudes hommes du Nord. Sont-elles alors celles d'un monde anti ou au moins areligieux ?Pas davantage ! Au contraire de notre société sécularisée, Narnia est un monde profondément religieux. Si religieux que l'organisation politique, les mœurs individuelles et sociales jusqu'au « sens de l'histoire », pour reprendre une terminologie marxiste, se conçoivent en fonction de Dieu. »

L'univers créé par C. S. Lewis possède un dieu unique : Aslan. Pour les Narniens, le bien incarné est le sauveur qui délivrera le monde de la Sorcière blanche ou de Tash, dieu monstrueux des Calormènes (le mal incarné).
Aslan qui se sacrifie pour racheter les fautes d'Edmund, est une allégorie du Christ qui se sacrifie pour racheter les fautes des hommes. La trahison d'Edmund pour des friandises évoque la trahison de Judas pour de l'argent. Le thème du pardon chrétien est évoqué avec le retour d'Edmund : Aslan dit alors : « Ne parlons plus de ce qui est fait. », ce qui est un parallèle probable avec la rémission des péchés dans la foi chrétienne. Les enfants humains sont appelés « fils d'Adam » et « filles d'Ève », d'après les premiers êtres humains cités dans la Bible.
À la fin de L'Odyssée du Passeur d'Aurore, Aslan apparaît sous la forme d'un agneau (le Christ étant souvent appelé l'Agneau de Dieu).
Philippe Maxence dit dans son livre : 

« Les Chroniques de Narnia sont imprégnées du christianisme à la manière d'une éponge, il suffit de presser pour que les reflets de la religion chrétienne étincellent. »

La fin de Narnia (dans La Dernière Bataille) prend la forme d'une apocalypse avec jugement dernier, accompagnée d'une révélation platonicienne : les mondes ne sont que les reflets d'un monde éternel et sacré, Aslan n'étant lui-même que l'une des formes du divin. De plus, cette apocalypse est illustrée sous la forme d'une gigantesque inondation, en référence au Déluge. Quand cela se produit, Aslan invite les créatures « bonnes » (celles qui croient en la bonté d'Aslan) à passer dans le nouveau Narnia, comme Noé le fit avec son Arche.
Un des fils rouges de la saga est la rédemption, thème chrétien par excellence. Ainsi Edmund est pardonné de sa trahison et devient Edmund le Juste, Eustache se dépouille de son égocentrisme et de son caractère odieux comme de sa peau de dragon, Digory va chercher le fruit magique destiné à combattre la Sorcière blanche qu'il a éveillé, Susan est pardonnée de n'avoir pas voulu suivre Lucy qui suivait Aslan et même, à la fin, l'un des nains qui s'était rebellé contre Tirian et Aslan est pardonné pour ses crimes et pénètre dans le « vrai Narnia ».
L'image du Christ est figurée sous la forme d'un lion anthropomorphique. D'après le verset 5 du chapitre 5 de l'Apocalypse, un des titres du Christ est « le Lion de la tribu de Juda ».

## Controverses
Le cycle de Narnia, bien que destiné à des enfants, a soulevé un certain nombre de critiques.
L'un des principaux opposants à l'œuvre de Lewis est Philip Pullman l'auteur de la trilogie À la croisée des mondes. Là où C. S. Lewis utilise Les Chroniques de Narnia pour faire l'apologie du christianisme, À la croisée des mondes se veut une critique violente du christianisme, et particulièrement de l'Église catholique.
Pullman a sur cette saga un avis tranché et des termes particulièrement durs : « one of the most ugly, poisonous things I have ever read » (« l’une des choses les plus horribles et venimeuses que j’aie jamais lues »). Il écrit dans The Darkside of Narnia que, selon lui, C. S. Lewis veut faire passer comme message : « La mort est meilleure que la vie, les garçons sont meilleurs que les filles, les personnes de couleur claire sont meilleures que les personnes de couleur sombre, et ainsi de suite. Narnia ne manque pas de ce genre de bêtises nauséabondes, si vous pouvez y faire face. »

### Sexisme
- Si vous ne connaissez pas le sujet, laissez ce bandeau (vous pouvez alors contacter les auteurs).
- Si vous supprimez le contenu mis en cause (vous pouvez préalablement contacter les auteurs),

argumentez précisément cette suppression dans la page de discussion
(un manque de référence n'est pas un argument ; une recherche réelle de référence doit avoir été effectuée, être formellement documentée).
Dans La Dernière Bataille (tome 7), paru en 1956, certains ont vu une preuve de sexisme dans le fait que l'une des héroïnes Susan Pevensie soit décrite comme superficielle, s'intéressant plus à ses maquillages, à ses vêtements ou à faire la fête.
L'exclusion de Susan Pevensie du monde de Narnia est interprétée par les auteurs féministes comme un retour dans le monde réel assimilé à une punition.
Deux écrivains ont une vision particulièrement critique de Lewis et de son œuvre.
Selon J. K. Rowling, l'auteur de Harry Potter : « Susan qui était la plus âgée des filles, est perdue pour le monde de Narnia parce qu'elle s'intéresse à son rouge à lèvres. En fait, elle devient irréligieuse parce qu'elle découvre sa sexualité, j'ai un gros problème avec ça. »
Pour Philip Pullman, « les histoires de Narnia sont des dénigrements monumentaux de la femme, exemple : Susan, comme Cendrillon, passe une phase de transition entre une phase de sa vie à la suivante. Lewis n'approuvait pas cela. Il n'aimait pas les femmes, ou la sexualité, du moins à l'étape de sa vie où il a écrit les livres de Narnia. Il était effrayé et horrifié à l'idée de vouloir grandir. »
Cependant, Susan pourrait être mise à l'écart parce que, grandissant, elle délaisse la magie de l'enfance. Elle pourrait symboliser les jeunes gens qui, après avoir grandi, ne croient plus et perdent la foi. D'ailleurs, cette évolution intervient dans le tome où, la divinité et même la réalité d'Aslan, sont aussi remises en cause par les animaux parlants et les nains.

#### Critiques de ces analyses
Selon certaines analyses, le péché de Susan n'est pas la sexualité, mais la vanité. Lors de l'annonce de la perte de foi de Susan, Polly conclut en disant : « J'aimerais qu'elle grandisse. Elle a perdu tout son temps scolaire à vouloir avoir son âge actuel, et elle gaspillera tout le reste de sa vie à essayer de rester à cet âge. » Ce qui n'est ni relatif à la sexualité, ni au sexe féminin.
Michael Nelson, professeur au Rhodes College, avance de son côté que l'ouvrage ne peut pas être sexiste car tout au long des différents tomes, les personnages masculins ne sont pas sans défaut : les deux personnages principaux les plus antipathiques parmi les héros sont, avant leur évolution morale, Edmund (qui fait preuve de méchanceté et trahit ses frères et sœurs) et Eustache (décrit comme un enfant odieux et méprisant). Michael Nelson avance aussi que c'est Digory, un garçon, qui éveille la Sorcière blanche, ceinturant violemment Polly pour y parvenir. À contrario, les personnages de Jill Pole, Aravis, Polly Plummer et Lucy Pevensie se montrent remarquables, particulièrement Lucy. Enfin, cette description de Susan n'intervient que dans le dernier des sept tomes ; dans les premiers tomes, elle démontre de nombreuses qualités (y compris un talent indéniable pour le tir à l'arc). La présence de ces exemples justifient selon Nelson à rejeter le constat d'un sexisme de la part de l'auteur.

### Racisme

#### Arguments
Les Calormènes se trouvent au sud du monde de Narnia avec un grand désert qui sépare les deux mondes comme en Afrique. Tout comme les Ottomans, ils règnent sur un immense, puissant et ancien empire. Ils s'arment de cimeterres, sont coiffés de turbans et leurs interactions verbales sont calquées sur celles des orientaux. On leur suppose aisément des origines perses ou ottomanes.
Certains ont analysé ces références comme étant la marque des idées post-coloniales des années 1950 ; plus encore, en ce qui concerne les films, certains ont vu dans leur transcription à l'écran un rappel de l'idéologie des néoconservateurs américains, voyant même un parallèle entre le rôle des héros des livres (sauvant Narnia de ses ennemis) et celui que souhaiteraient se donner les conservateurs américains.

## Adaptations

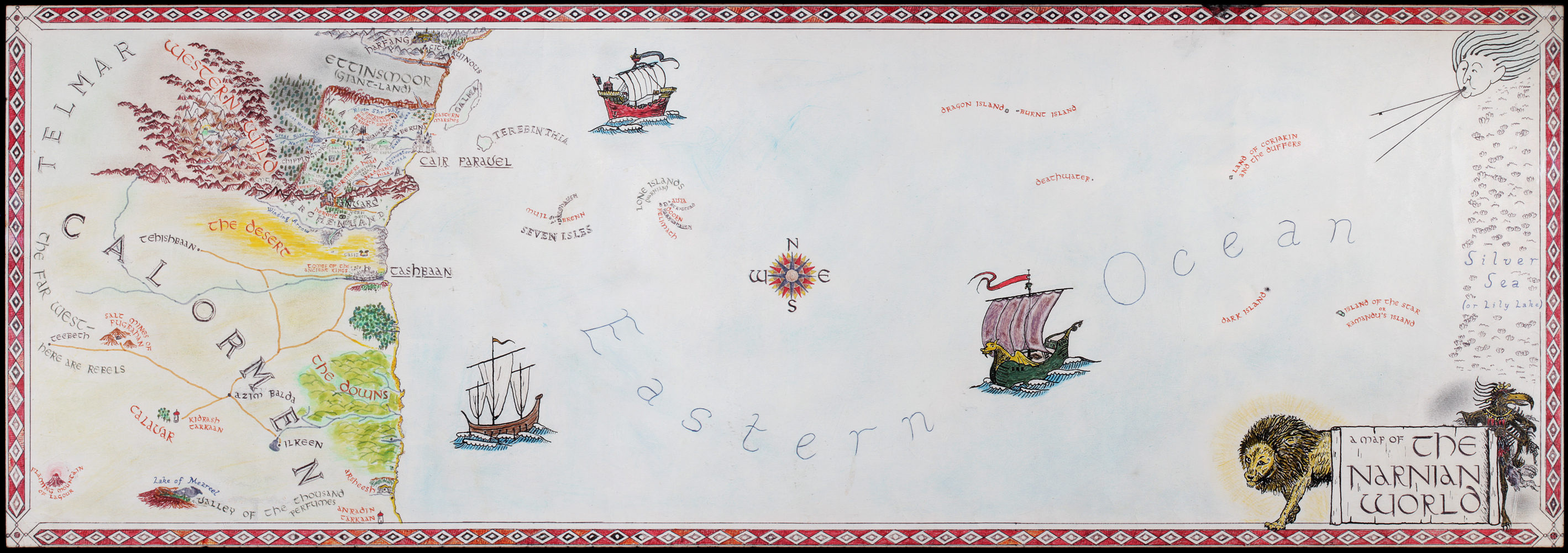
Carte où se déroule l'action du Monde de Narnia.

Il existe plusieurs adaptations des différents tomes du Monde de Narnia : 
- 1967 : The Lion, the Witch & the Wardrobe : une série de dix épisodes de 30 minutes, adaptation du tome 2
- 1979 : Le Lion, la Sorcière blanche et l'Armoire magique (The Lion, the Witch & the Wardrobe) : téléfilm d'animation réalisé par Bill Melendez, adaptation du tome 2
- Série The Chronicles of Narnia produite par la BBC, trois téléfilms adaptant dans l'ordre d'écriture les tomes 2, 4, 5 et 6, 1988 à 1990 :
  - 1988 : The Lion, the Witch & the Wardrobe : téléfilm anglo-saxon de près de trois heures produit par la BBC réalisé par Marilyn Fox
  - 1989 : Prince Caspian & The Voyage of the Dawn Treader : téléfilm anglo-saxon de près de trois heures (adaptation du tome 4 Le Prince Caspian pendant 1 h 15 puis celle du tome 5 L'Odyssée du Passeur d'Aurore pendant 1 h 45) produit par la BBC (il s'agit de la suite du téléfilm de 1988).
  - 1990 : The Silver Chair : téléfilm anglo-saxon de près de trois heures produit par la BBC (suite des deux téléfilms de 1988 et 1989).
- Série de films Le Monde de Narnia, produite par Walt Disney Pictures et Walden Média pour les deux premiers puis par la 20th Century Fox et Walden Média pour la suite, adaptations des livres dans l'ordre d'écriture, depuis 2005 :
  - 2005 : Le Monde de Narnia : Le Lion, la Sorcière blanche et l'Armoire magique, film de Walt Disney Pictures et Walden Média réalisé par Andrew Adamson
  - 2008 : Le Monde de Narnia : Le Prince Caspian, film de Walt Disney Pictures et Walden Média réalisé par Andrew Adamson
  - 2010 : Le Monde de Narnia : L'Odyssée du Passeur d'Aurore, film de 20th Century Fox et Walden Média réalisé par Michael Apted.